# Eric Jacobsen (Cellist)
Eric Jacobsen (* 1982) ist ein US-amerikanischer Cellist und Dirigent.
Jacobsen studierte an der School for Strings und der Juilliard School of Music. Zu seinen Lehrern zählten Harvey Shapiro, David Soyer und Ardyth Alton. Als Solist trat er u. a. mit den Chamber Soloists of Austin, dem Riverside Orchestra, dem New Hampshire Music Festival Orchestra, dem Greenwich Village Orchestra, dem Lake George Chamber Orchestra und dem Woodstock Festival Orchestra auf.
Mit seinem Bruder, dem Geiger Colin Jacobsen, dem Geiger Jonathan Gandelsman und dem Bratscher Nicholas Cords bildet Jacobsen das Streichquartett Brooklyn Rider. 2008 erschien das Album Silent City des Quartetts mit dem Kamantschespieler Kayhan Kalhor. Ebenfalls mit seinem Bruder gründete er das Kammerensemble The Knights, das international auftritt und bislang zwei CDs bei Sony Classics veröffentlichte. Weiterhin ist Jacobsen Mitglied von Yo-Yo Mas Silk Road Ensemble, mit dem er u. a. in der Schweiz, in Aserbaidschan, Malaysia, Indien und Japan auftrat und an dessen Alben New Impossibilities und Off the Map er mitwirkte.
Weitere Kammermusikpartner Jacobsens sind Renée Fleming, mit der er 2004 zur Eröffnung der Zankel Hall und in David Lettermans Late-Night-Show auftrat, der armenische Dudukspieler Gevorg Dabaghyan und die Flötistin Paula Robison. Bei einer Konzertreise durch Deutschland 2009 führte er mit Dawn Upshaw Werke von Osvaldo Golijov auf.
Als Dirigent leitete Jacobsen u. a. ein Konzert mit der Singer-Songwriterin Christina Courtin am Brooklyn Lyceum, eine Aufführung von Beethovens siebenter Sinfonie mit den Knights und ein Beethovenprogramm am Tilles Center in Long Island und der Washington Irving School in Manhattan. Weiterhin leitete er Konzerte der Childrens Orchestra Society und der New York University, wo er Cello und Kammermusik unterrichtet.